# Wojna końca świata
Wojna końca świata (hiszp. La guerra del fin del mundo) – powieść współczesnego peruwiańskiego pisarza Mario Vargasa Llosy. Została wydana w roku 1981. W Polsce pierwsze wydanie ukazało się w roku 1992 w przekładzie Doroty Walasek-Elbanowskiej.
Jest to powieść polifoniczna, oparta na autentycznych wydarzeniach, które rozegrały się pod koniec XIX wieku w północnowschodniej Brazylii; tzw. wojna w Canudos (1896–1897). Vargas Llosa korzystał z obszernych wspomnień z tego okresu autorstwa bezpośredniego świadka wydarzeń, brazylijskiego korespondenta wojennego Euclidesa da Cunha, któremu zadedykował swoją książkę. Euclides da Cunha jest też dalekim pierwowzorem jednej z ważniejszych postaci fabuły, Dziennikarza.

## Opis fabuły
Na brazylijskich pustkowiach pojawia się charyzmatyczny Nauczyciel, głoszący bliski koniec świata i konieczność życia w ascezie. Wokół niego zaczynają gromadzić się wierni. Nauczyciela nie uznaje hierarchia kościelna. Wraz ze swoimi stronnikami osiedla się w opustoszałym majątku Canudos w stanie Bahia. Gdy występuje przeciwko władzom republiki, odmawiając płacenia nowych podatków, państwo wysyła do Canudos wojsko. Pierwszy atak wojska kończy się spektakularną klęską.